# Stygobromus pizzinii
Stygobromus pizzinii là một loài giáp xác trong họ Crangonyctidae. Chúng là loài đặc hữu của Hoa Kỳ.